# Saiunkoku Monogatari
The Story of Saiunkoku (彩雲国物語, Saiunkoku Monogatari, lit. Tale of the Land of Colored Clouds) é uma Light novel japonesa de romance escrita por Sai Yukino e ilustrada por Kairi Yura. Posteriormente ganhou versões em mangá e anime.
Saiunkoku Monogatari se passa em um cenário que lembra a China antiga China antiga, e conta a história de Kou Shurei que desde pequena queria se tornar uma oficial do governo, mas não podia por ser mulher. Ela tem que enfrentar os preconceitos daquela sociedade para realizar seu sonho e ajudar as pessoas que precisam.
Na história contada, o país de Saiunkoku esteve infestado por demônios. Então surgiu um herói que com a ajuda dos "Oito Sábios Iluminados das Cores" libertou as pessoas da opressão dos demônios e se tornou o primeiro imperador de Saiunkoku. Depois da morte do primeiro imperador, os oito sábios sumiram, porém as lendas dizem que ainda hoje eles andam por Saiunkoku.
A heroína da história vem de uma das famílias mais prestigiosas do país, porém o ramo do qual provém é pobre. No tempo em que ela era pequena o país estava imerso em guerra civil e a família perdeu tudo o que tinha ajudando as pessoas desesperadas por comida e água. O pai da heroína trabalha no palácio imperial como bibliotecário. Atualmente ela vive de "bicos" para ajudar em casa, como ensinar no templo, tocadora de erhu (um instrumento musical de duas cordas tocado com arco) e contadora de uma casa do distrito da luz vermelha. O atual imperador seria um fantoche, já que não faz nenhum trabalho e vive na ociosidade. 
Tudo muda na vida da garota quando um dos conselheiros do imperador a contrata para entrar por tempo limitado no harem imperial e reformar os hábitos do imperador. Aqui ela irá conhecer muitas figuras importantes e a própria estrutura do país começará a mudar por conta da aproximação de Kou Shurei com o imperador.
Cada uma das famílias nobres do país tem o nome de uma cor e uma província (com o nome da família). 
As famílias nobres são:
Shi (violeta) - família imperial
Kou (Vermelho) - controla a burocracia do país
Ran (azul) - controla as forças armadas do país
Heki (verde) - famosa por seus intelectuais e artistas
Sa (marrom) - pobre e em luta interna pelo poder na família
Ko (amarelo)
Haku (branco)
Koku (preto)
Hyou (azul claro) - é um clan que possui poderes místicos e, embora não propriamente uma família nobre, é tratada como tal e tem grande poder social. Usualmente não participa das disputas políticas.